# Почтальон (фильм, 1994)
«Почтальон» (итал. Il Postino) — кинофильм режиссёра Майкла Рэдфорда по роману Антонио Скарметы «Пылкое терпение» (Ardiente paciencia). Лента посвящена памяти исполнителя главной роли Массимо Троизи, скончавшегося через 12 часов после завершения съёмок. Премия «Оскар» за лучшую музыку к фильму и ещё четыре номинации, включая «Лучший фильм».

## Сюжет
Знаменитый чилийский поэт Пабло Неруда, вынужденный по политическим мотивам покинуть родину, поселяется на небольшом итальянском островке. Не в силах справиться с огромным количеством корреспонденции, поступающей от поклонников, он нанимает сына рыбака Марио поработать для него почтальоном. Через некоторое время они становятся друзьями, и поэт помогает застенчивому Марио завоевать сердце местной красавицы Беатриче.

## В ролях
- Филипп Нуаре — Пабло Неруда
- Массимо Троизи — Марио Руопполо
- Мария Грация Кучинотта — Беатриче Руссо
- Ренато Скарпа — телеграфист
- Линда Моретти — донна Роза
- Анна Бонаюто — Матильда
- Симона Капаррини — Моранте Эльза
- Мариано Ригилло — Ди Козимо

## Награды и номинации
Полный перечень наград и номинаций — на сайте IMDB.
| Премия                        | Категория                      | Имя                                                                               | Результат |
| ----------------------------- | ------------------------------ | --------------------------------------------------------------------------------- | --------- |
| Оскар                         | Лучший фильм                   | Марио Чекки Гори, Витторио Чекки Гори, Гаэтано Даниэль                            | Номинация |
| Оскар                         | Лучший режиссёр                | Майкл Рэдфорд                                                                     | Номинация |
| Оскар                         | Лучшая мужская роль            | Массимо Троизи                                                                    | Номинация |
| Оскар                         | Лучший адаптированный сценарий | Анна Павиньяно, Майкл Рэдфорд, Фурио Скарпелли, Джакомо Скарпелли, Массимо Троизи | Номинация |
| Оскар                         | Лучшая музыка к фильму         | Луис Бакалов                                                                      | Победа    |
| BAFTA                         | Лучший не англоязычный фильм   | Марио Чекки Гори, Витторио Чекки Гори, Гаэтано Даниэль                            | Победа    |
| BAFTA                         | Лучший режиссёр                | Майкл Рэдфорд                                                                     | Победа    |
| BAFTA                         | Лучшая мужская роль            | Массимо Троизи                                                                    | Номинация |
| BAFTA                         | Лучшая музыка к фильму         | Луис Бакалов                                                                      | Победа    |
| BAFTA                         | Лучший адаптированный сценарий | Анна Павиньяно, Майкл Рэдфорд, Фурио Скарпелли, Джакомо Скарпелли, Массимо Троизи | Номинация |
| Давид ди Донателло            | Лучший фильм                   |                                                                                   | Номинация |
| Давид ди Донателло            | Лучший актёр                   | Массимо Троизи                                                                    | Номинация |
| Давид ди Донателло            | Лучший актёр второго плана     | Филипп Нуаре                                                                      | Номинация |
| Давид ди Донателло            | Лучшая операторская работа     | Франко Ди Джакомо                                                                 | Номинация |
| Давид ди Донателло            | Лучшая музыка                  | Луис Бакалов                                                                      | Номинация |
| Давид ди Донателло            | Лучший монтаж                  | Роберто Перпиньяни                                                                | Победа    |
| SAG Awards                    | Лучшая мужская роль            | Массимо Троизи                                                                    | Номинация |
| Премия Гильдии режиссёров США | Лучшая режиссура               | Майкл Рэдфорд                                                                     | Номинация |
| Аманда                        | Лучший зарубежный фильм        | Майкл Рэдфорд                                                                     | Победа    |